# Devon (comté)
Pour les articles homonymes, voir Devon.
Le Devon /ˈdɛvən/ (anciennement Devonshire) est un comté de l'Angleterre du Sud-Ouest, encadré par les Cornouailles à l'ouest, le Dorset à l'est et le Somerset au nord-est. La capitale administrative du comté est Exeter. Avec une superficie de 6 707 km2, c'est le quatrième plus grand comté d'Angleterre. Sa population est d'environ 1,1 million d'habitants.

## Étymologie
Le nom Devon dérive du nom du peuple celte britonnique qui habitait la péninsule sud-ouest des îles lors de la conquête romaine : les Dumnonii. L'étymologie proto-celte de leur appellation, *dubnos « profond », fait sans doute référence à leurs lieux d'habitation, de profondes vallées.
Le Devon est appelé Dewnens en cornique, Dyfnaint en gallois et Devnent en breton.

## Histoire

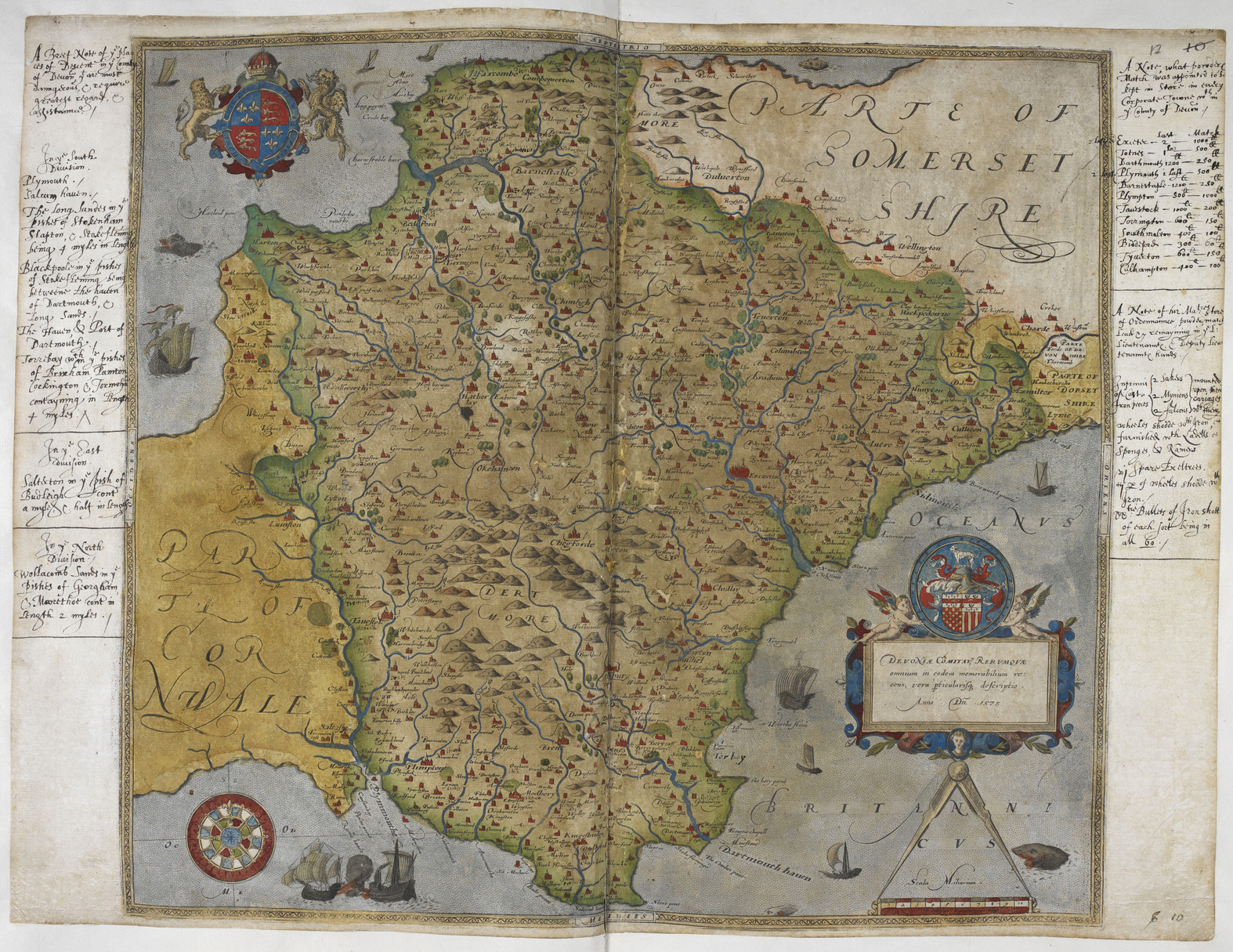
Carte du Devon en 1579 par Christopher Saxton.

Des traces d'occupation remontant à 40 000 ans ont été découvertes dans les cavernes de Kents à Torquay. La région de Dartmoor a sans doute été occupée par des chasseurs-cueilleurs du Mésolithique (6000 av. J.-C.). Les Romains ont occupé le territoire pendant 350 ans. Les incursions saxonnes ont débuté au VIIe siècle le long des côtes méridionales, notamment celles de la baie de Lyme.
Le comté du Devon a succédé à l'ancien royaume britton de Domnonée. Après sa conquête par les Anglo-Saxons, la Domnonée fut intégrée partiellement au royaume de Wessex aux VIIIe et IXe siècles. La frontière occidentale avec les Cornouailles a été établie au fleuve Tamar en 936 par le roi anglais Æthelstan.
Après la conquête normande de l'Angleterre par Guillaume de Normandie, Guillaume de Moyon, baron du Cotentin qui l'accompagna reçut 55 manoirs, comme il est indiqué lors de la rédaction du Domesday Book.
C'est à Brixham, dans le Devon, que Guillaume d'Orange débarque en 1688, lors de la Glorieuse Révolution.

## Subdivisions

Carte des subdivisions du Devon.

Le Devon est subdivisé en huit districts et deux autorités unitaires :
| No | Nom                     | Chef-lieu    | Superficie (km2) | Population (est. 2011) |
| -- | ----------------------- | ------------ | ---------------- | ---------------------- |
| 1  | North Devon             | Barnstaple   | 1 085,9          | 94 000                 |
| 2  | Torridge                | Bideford     | 985,3            | 64 000                 |
| 3  | Mid Devon               | Tiverton     | 577,1            | 77 900                 |
| 4  | East Devon              | Sidmouth     | 814,4            | 133 300                |
| 5  | Cité d'Exeter           | Exeter       | 47,0             | 117 700                |
| 6  | West Devon              | Tavistock    | 1 161,1          | 53 700                 |
| 7  | Teignbridge             | Newton Abbot | 637,9            | 124 300                |
| 8  | Cité de Plymouth (A.U.) | Plymouth     | 79,8             | 261 300                |
| 9  | South Hams              | Totnes       | 886,5            | 83 600                 |
| 10 | Torbay (A.U.)           | Torbay       | 62,9             | 130 900                |

## Politique

### Locale
Le conseil comtal, avec son siège à Exeter, est composé de 62 conseillers. Depuis les élections de 2013, la majorité, qui dirige le conseil, comprend 38 conservateurs. L'opposition regroupe 9 libéraux-démocrates, 7 travaillistes, 4 UKIP et 1 vert (6,8 %), tandis que 3 élus indépendants ne se rattachent ni à la majorité ni à l'opposition.

### Nationale
Le Devon comprend douze circonscriptions électorales :

Drapeau non officiel du Devon, dédié à saint Pétroc.

| Nom | Nom                           | Nombre d'électeurs (2010) | Député                                  |
| --- | ----------------------------- | ------------------------- | --------------------------------------- |
|     | Central Devon                 | 63 563                    | Mel Stride (Parti conservateur)         |
|     | East Devon                    | 69 068                    | Hugo Swire (Parti conservateur)         |
|     | Exeter                        | 74 492                    | Ben Bradshaw (Parti travailliste)       |
|     | Newton Abbot                  | 64 555                    | Anne-Marie Morris (Parti conservateur)  |
|     | North Devon                   | 68 272                    | Peter Heaton-Jones (Parti conservateur) |
|     | Plymouth Moor View            | 68 843                    | Johnny Mercer (Parti conservateur)      |
|     | Plymouth Sutton and Devonport | 73 240                    | Luke Pollard (Parti travailliste)       |
|     | South West Devon              | 68 756                    | Gary Streeter (Parti conservateur)      |
|     | Tiverton and Honiton          | 69 682                    | Neil Parish (Parti conservateur)        |
|     | Torbay                        | 69 340                    | Kevin Foster (Parti conservateur)       |
|     | Torridge and West Devon       | 68 720                    | Geoffrey Cox (Parti conservateur)       |
|     | Totnes                        | 64 939                    | Sarah Wollaston (Parti conservateur)    |

## Tourisme
Le Devon est une destination touristique populaire, grâce à ses plages et à ses parcs nationaux, Dartmoor et Exmoor. Les deux côtes du Devon sont populaires pour leurs plages ; la côte nord donne sur le canal de Bristol et attire les surfeurs tandis que la côte sud, sur la Manche, est un lieu de villégiature traditionnel, la « Riviera britannique », avec notamment les stations balnéaires de Torquay et Exmouth, un haut-lieu de l'archéologie grâce aux sites côtiers dits du Devon jurassique.

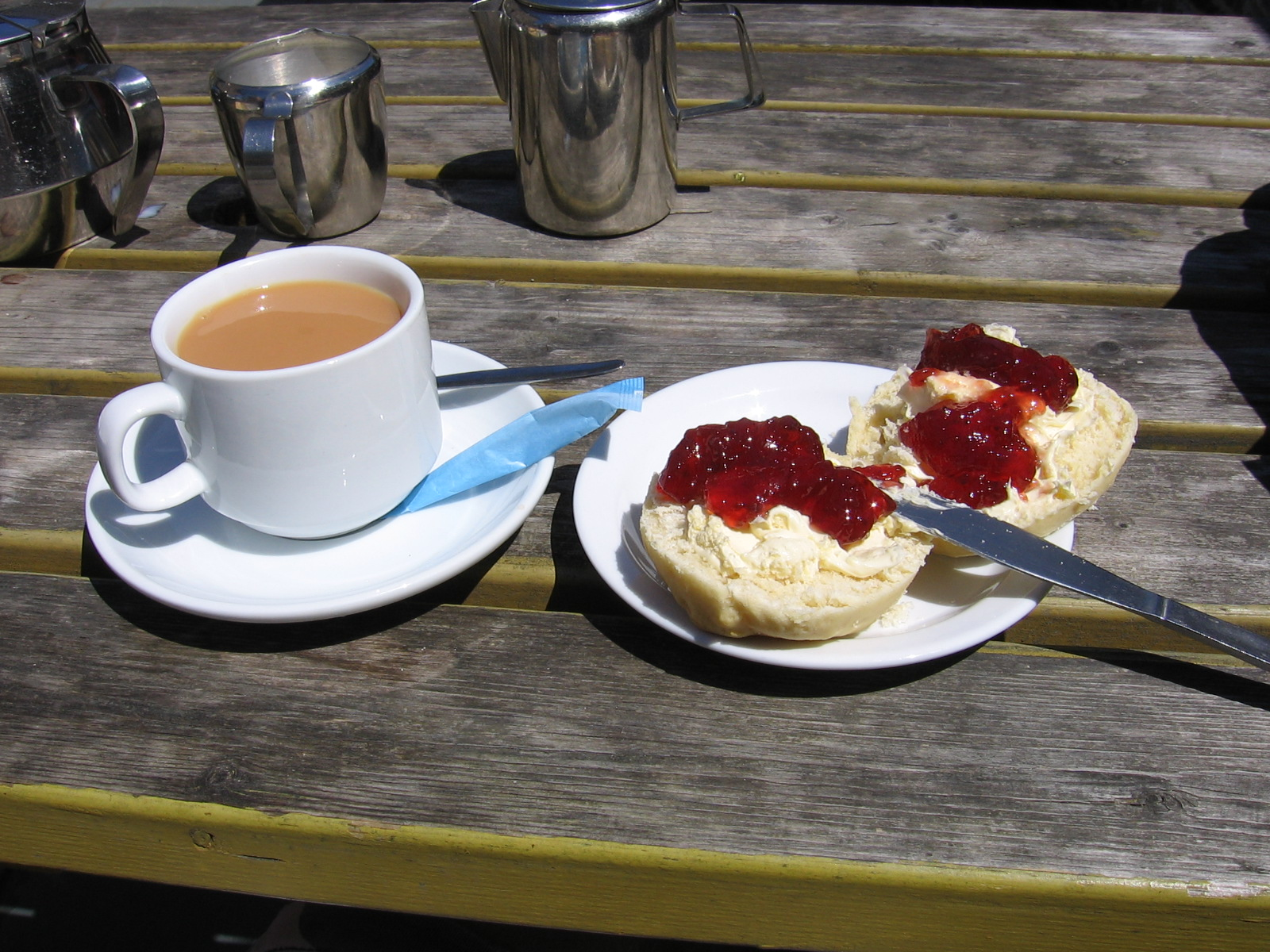
Le scone façon Devon.

## Gastronomie
Les scones avec de la crème et de la confiture de fraises, nommé « Devonshire cream tea ». 
Le Devon est également une région productrice de cidre, de lait et de viande.

## Villes du Devon
- Axminster
- Barnstaple
- Beer
- Bideford
- Brixham
- Cullompton
- Dartmouth
- Dawlish
- Exeter (capitale)
- Exmouth
- Honiton
- Ilfracombe
- Ivybridge
- Landkey
- Lynmouth
- Newton Abbot
- Okehampton
- Paignton
- Plymouth
- Plympton (en)
- Princetown
- Salcombe
- Sidmouth
- South Molton
- Tavistock
- Teignmouth
- Tiverton
- Torquay
- Totnes

## Îles du Devon
- Burgh Island
- Great Mew Stone
- Île de Drake

## Quelques célébrités du Devon
- Henry Avery, pirate
- Charles Babbage, pionnier de l'informatique
- Baudoin d'Exeter († 1190), archevêque de Cantorbéry
- Sabine Baring-Gould (1834-1924), folkloriste
- Sue Barker, joueuse de tennis et animatrice de télévision
- Cliff Bastin (1912-1991), footballeur anglais
- John Carne Bidwill (1815-1853), botaniste, premier directeur des Royal Botanic Gardens à Sydney
- Thomas Bodley (1545-1613), diplomate et fondateur de la Bodleian Library
- John Bowring (1792-1872), économiste et gouverneur de Hong Kong
- Richard Francis Burton, explorateur et linguiste
- Kate Bush (née en 1958), chanteuse et compositeur
- Matthew Bellamy (né en 1978), guitariste, chanteur, pianiste et compositeur du groupe Muse
- William Benjamin Carpenter (1813-1885), physiologiste et naturaliste
- Nora Chesson, (1871-1906), poète britannique
- Agatha Christie vient du Devon.
- William Kingdon Clifford (1845-1879), spécialiste de géométrie différentielle et de mécanique rationnelle
- Samuel Taylor Coleridge, poète
- Peter Cook (1937-1995), comédien
- Francis Chichester (1901-1972), aviateur et navigateur
- Roger Deakins, directeur de la photographie anglais
- Francis Drake, corsaire et homme de guerre anglais
- Sir Richard Eyre - metteur en scène de théâtre, télévision, et de cinéma
- Percy Fawcett, archéologue et explorateur
- Basil Fawlty, personnage de fiction joué par John Cleese, propriétaire d'un hôtel à Torquay
- Michael Foot, homme politique
- Ella Hunt, actrice
- John Gay, poète et dramaturge
- Geraint, roi de Dumnonia
- Beth Gibbons (né en 1965), chanteuse de Portishead
- Richard Grenville, navigateur et explorateur
- Oliver Heaviside, mathématicien
- Nicholas Hilliard (vers 1547-1619), portraitiste
- Richard Hooker (1554-1600), théologien
- Ben Howard (né en 1987), auteur-compositeur-interprète de folk
- Dominic Howard (né en 1977), batteur du groupe Muse
- Thomas Hudson (1701-1779), peintre
- Rosie Huntington-Whiteley, mannequin pour Victoria'Secret, Burberry et actrice
- Michael Jackson, chanteur, a vécu au comté de Devon en 2008, à Barnstaple
- Bradley James (né en 1983), acteur
- Charles Kingsley, romancier
- Matthew Locke (ca. 1621-1677), compositeur baroque
- Michael Morpurgo, romancier, vit dans le Devon avec sa femme
- Chris Martin chanteur du groupe Coldplay, né à Exeter
- Hugh Manson , luthier, fabricant de 14 guitares pour Matthew Bellamy, le chanteur de Muse
- Metronomy, groupe de musique électronique et alternative
- Muse, groupe de rock alternatif
- Roger O'Donnell (1955), membre de The Cure (Claviériste)
- Richard Parker (1767-1797), marin
- Sergio Pizzorno, guitariste du groupe Kasabian
- Walter Raleigh, explorateur, homme de guerre et écrivain
- Mary Read (1690-1720), femme Pirate
- Robert Falcon Scott, explorateur et leader de la deuxième expédition à parvenir au pôle Sud
- Joss Stone, chanteur pop
- William Temple (1881-1944), archevêque de Cantorbéry
- Harry Treadaway, acteur
- Luke Treadaway, acteur
- Phil Vickery, joueur de rugby à XV
- Snowy White, guitariste
- Christopher Wolstenholme, bassiste du groupe Muse
- Christopher Wood, batteur du groupe Bastille